# Czerwone i czarne
Czerwone i czarne – najbardziej znana powieść autorstwa Stendhala. Wydana pierwszy raz w 1830 r. we Francji. Z powodu zawartych w powieści treści krytycznych wobec Kościoła w 1864 r. umieszczona na indeksie ksiąg zakazanych. Przedstawia ona dzieje ubogiego chłopca – Juliana Sorela, który próbuje się odnaleźć w rzeczywistości francuskiej Restauracji.

## Treść
W prowincjonalnym francuskim miasteczku, w rodzinie drwala, żyje Julian Sorel – młody chłopak, o niezwykłej wrażliwości i doskonałej pamięci. W przeciwieństwie do swojej ograniczonej rodziny odczuwa pociąg do literatury i sztuki. Ma olbrzymie ambicje – pragnie zostać oficerem. Droga do kariery wojskowej po klęsce Napoleona została zamknięta dla plebsu. Jedynym sposobem na ucieczkę z domu, w którym jest lekceważony i bity, jest stan duchowny. W tym celu zaprzyjaźnia się z miejscowym proboszczem, księdzem Chelan. Zanim wstąpi do seminarium, zostaje zatrudniony u mera – pana de Rênal, jako guwerner, preceptor. Chłopak (19 lat) uwodzi młodą żonę urzędnika (28 lat), matkę 3 synów i po burzliwym romansie zostaje zmuszony do opuszczenia dworu, kiedy fakt ten wychodzi na jaw. Pewien czas spędza w seminarium w Besançon, gdzie zdobywa szacunek rektora, księdza Pirard, który po swoim odejściu poleci go markizowi de la Mole w charakterze sekretarza. Zdobywa zaufanie swojego chlebodawcy, jednocześnie między nim a córką markiza zawiązuje się uczucie. Kiedy Matylda zachodzi w ciążę, markiz, stając przed faktem dokonanym, zgadza się na mezalians, przeznacza zięciowi sporą rentę, tytuł szlachecki i posadę porucznika w pułku huzarów w Strasbourgu. Sukces Juliana jest krótkotrwały. Kiedy markiz dowiaduje się, że jego niedoszły zięć podobnie postąpił z panią de Rênal, cofa zgodę na ślub. Wściekły chłopak pędzi do kościoła, w którym przebywa jego była kochanka i rani ją strzałem z pistoletu. Zostaje uwięziony, a następnie ścięty. Zrozpaczona Matylda urządza głowie kochanka uroczysty pogrzeb.

## Znaczenie tytułu
Tłumacz i znawca literatury francuskiej Tadeusz Boy-Żeleński tak pisał o znaczeniu tytułu powieści: "czerwone i czarne, to mundur i sutanna: to dwie Francje – Francja napoleońska i Francja Burbonów, która nastąpiła nagle po tamtej, brutalnie dławiąc rozkołysany w młodych ludziach hymn sławy i czynu". Tytuł więc nawiązuje do wymowy społecznej dzieła – krytyki francuskiego społeczeństwa. Jest też on jakby wizualizacją charakteru głównego bohatera. Julian to zlepek dwóch przymiotów - namiętności (czerwone) i wyrachowania (czarne).

## Wymowa dzieła
Głównym przesłaniem autora było najpełniejsze ukazanie francuskiego społeczeństwa doby ponapoleońskiej – wyrachowania, próby ograniczenia młodych plebejuszy i narzucenia im na powrót feudalnego jarzma. Stworzył on odpowiadającą temu celowi koncepcję powieści – zwierciadła, które będzie odbijało "to lazur nieba, to błoto przydrożnej kałuży". Julian walczy więc ze społeczeństwem jego własną bronią – intrygą, podłością i hipokryzją. Ponosi klęskę, gdyż zdaniem autora, napoleoński posiew jeszcze nie wzeszedł w jego ojczyźnie. 
Od pesymistycznego przesłania Czerwonego i czarnego odejdzie Stendhal w innej swej wielkiej powieści Pustelnia parmeńska, w której Fabrycy – główny bohater bliźniaczo podobny do Juliana – odniesie sukces, mając tę przewagę, iż żyjąc we Włoszech nie napotkał takiego ogromu pogardy i zniewagi.